# Feels Good Man
Feels Good Man è un film documentario del 2020 diretto da Arthur Jones, al suo debutto alla regia.
Il lungometraggio racconta la storia del meme di internet Pepe the Frog attraverso gli occhi del suo autore, Matt Furie, che fatica nel riprendere il controllo del suo personaggio dopo l'appropriazione da parte dell'alt-right e il suo uso come simbolo discriminatore e di odio. Feels Good Man è stato presentato in anteprima al Sundance Film Festival del 2020, dove ricevette l'U.S. Documentary Special Jury Award for Emerging Filmmaker e una candidatura al Gran premio della giuria: U.S. Documentary.

## Trama
Pepe the Frog, personaggio creato da Matt Furie e comparso per la prima volta su MySpace in un fumetto chiamato Boy's Club, è uno di quattro amici ventenni post-universitari e fannulloni che vivono insieme. In una striscia, Pepe viene visto da uno dei suoi coinquilini mentre urina con i pantaloni alle caviglie. Alla domanda sul perché, Pepe risponde «si sta bene, amico» (in inglese: Feels Good Man). La vignetta diventa un meme virale su Internet e successivamente verrà appropriata da parte dell'alt-right statunitense.
Conscio di ciò che sta succedendo, Furie cerca di riprendersi il personaggio, che da protagonista di un fumetto è diventato un simbolo d'odio. Nella parte finale, viene mostrato come Pepe sia stato utilizzato come simbolo durante le proteste a Hong Kong del 2019-2020.

## Produzione
Feels Good Man è l'opera prima del regista Arthur Jones, che ha descritto il suo lavoro: «il film parla di lui che negozia quella realtà scomoda per sè stesso, [...] il viaggio personale di Matt rende davvero il film così unico che spero che molte persone lo trovino soddisfacente per molte ragioni».

## Distribuzione
A febbraio 2020, il film era ancora in cerca di un distributore. È stato presentato in anteprima al Sundance Film Festival 2020 ed è stato distribuito da Ready Fictions e Wavelength Productions negli Stati Uniti d'America a partire dal 28 agosto 2020. La distribuzione è avvenuta anche nelle sale canadesi, neozelandesi, australiane e scandinave; in Giappone, Feels Good Man ha ricevuto una distribuzione completa da parte della Tofoo Films.
Il 19 ottobre, il film è stato utilizzato primo episodio della serie PBS Independent Lens, dove gli spettatori superarono il milione; il 26 ottobre venne trasmesso come parte della serie Storyville della BBC.

## Accoglienza

### Critica
Il film ha ricevuto il plauso della critica. Secondo l'aggregatore di recensioni Rotten Tomatoes, il film ha ottenuto un indice di apprezzamento del 95% e un voto di 7,70 su 10 sulla base di 82 recensioni. Il consenso critico del sito recita: «storia di avvertimento sulla cultura di Internet, Feels Good Man è uno sguardo avvincente sul viaggio di un artista per salvare la sua creazione». Su Metacritic, il film ha ottenuto un voto di 79 su 100 sulla base di 18 recensioni».

## Riconoscimenti
- 2021 – News & Documentary Emmy Awards
  - Outstanding Research: Documentary

- 2020 – B3 Biennial of the Moving Image
  - Miglior documentario

- 2020 – Cleveland International Film Festival
  - Candidatura per Ad Hoc Docs Competition

- 2020 – Critics' Choice Documentary Awards
  - Candidatura per miglior documentario
  - Candidatura per miglior primo documentario ad Arthur Jones
  - Candidatura per migliori musiche a Ari Balouzian e Ryan Hope

- 2020 – Lighthouse International Film Festival
  - Miglior documentario

- 2020 – São Paulo International Film Festival
  - Candidatura per miglior documentario

- 2020 – Sidewalk Film Festival
  - Miglior documentario

- 2020 – Sundance Film Festival
  - Gran premio della giuria: U.S. Documentary[9]
  - Candidatura per U.S. Documentary Special Jury Award for Emerging Filmmaker ad Arthur Jones[10]